# Ramphonotus
Ramphonotus is een mosdiertjesgeslacht uit de familie van de Calloporidae en de orde Cheilostomatida. De wetenschappelijke naam ervan is in 1894 voor het eerst geldig gepubliceerd door Norman.

## Soorten
- Ramphonotus bathyalis Moyano, 1991
- Ramphonotus gorbunovi Kluge, 1946
- Ramphonotus minax (Busk, 1860)
- Ramphonotus parvirostratus Canu & Bassler, 1927
- Ramphonotus septentrionalis (Kluge, 1906)

Niet geaccepteerde soort:
- Ramphonotus inermis (Kluge, 1914) → Amphiblestrum inermis (Kluge, 1914)